# 南極振盪
南極振盪（英語：Antarctic oscillation，以和北極振盪區分）是南半球低頻大氣變化模式。它也被稱為南半球環狀模（Southern Annular Mode）。南極振盪是南極洲周圍的西風帶或低壓帶向北或向南造成的氣候變化：在正相期，驅動南極繞極流的西風帶增強並接近南極洲；在負相期，西風帶向赤道移動。由南半球環狀模引起的風使南極大陸架周圍海水深處的溫暖海水上升（這與冰架基底融化有關），形成可能由風力造成機制，這機制使大部分的南極冰蓋不穩定。
2014年，博士使用對溫度敏感的冰芯和樹木生長記錄的形成的網絡重建南半球環狀模的1000年歷史。這項工作表明，南部環形模式目前處於1000年來最極端的正相期，並表明最近的正相期是由溫室氣體水平上升及之後平流層臭氧匱乏造成的。